# Međeđak
 Međeđak  falu Horvátországban, Károlyváros megyében. Közigazgatásilag Plaškihoz tartozik.

## Fekvése
Károlyvárostól 47 km-re délnyugatra, Ogulintól 22 km-re délkeletre, községközpontjától 2 km-re északnyugatra a Plaški-mezőn fekszik.

## Története
A 17. században betelepülő szerbek által alapított falu. 1857-ben 548, 1910-ben 562 lakosa volt. Trianonig Modrus-Fiume vármegye Ogulini járásához tartozott. A délszláv háború idején 1991 és 1995 között a Krajinai Szerb Köztársasághoz tartozott. A Vihar hadművelet során szerb lakosságának nagy része elmenekült, helyükre horvátok érkeztek. 2011-ben a falunak 98 lakosa volt.

## Lakosság
| Lakosság változása | Lakosság változása | Lakosság változása | Lakosság változása | Lakosság változása | Lakosság változása | Lakosság változása | Lakosság változása | Lakosság változása | Lakosság változása | Lakosság változása | Lakosság változása | Lakosság változása | Lakosság változása | Lakosság változása | Lakosság változása |
| ------------------ | ------------------ | ------------------ | ------------------ | ------------------ | ------------------ | ------------------ | ------------------ | ------------------ | ------------------ | ------------------ | ------------------ | ------------------ | ------------------ | ------------------ | ------------------ |
| 1857               | 1869               | 1880               | 1890               | 1900               | 1910               | 1921               | 1931               | 1948               | 1953               | 1961               | 1971               | 1981               | 1991               | 2001               | 2011               |
| 548                | 625                | 524                | 611                | 630                | 562                | 556                | 580                | 504                | 421                | 340                | 365                | 256                | 211                | 124                | 98                 |